# Enrique Alarcón Sánchez-Manjavacas
Enrique Alarcón Sánchez-Manjavacas (Campo de Criptana, Ciudad Real, Castella-La Manxa, 13 de juny de 1917 - Madrid, 13 de juny de 1995) va ser un arquitecte i escenògraf de cinema espanyol.
Al llarg dels 44 anys de la seva trajectòria professional (1940-1984) va treballar en més de 260 pel·lícules, entre les quals es troben obres mestres del cinema espanyol com Tristana, Muerte de un ciclista o Calle Mayor.
Així mateix va treballar amb tots els grans directors del cinema espanyol de l'època, com Luis Buñuel, Luis García Berlanga, Juan Antonio Bardem o Carlos Saura, entre d'altres. Així com amb directors internacionals com Nicholas Ray o Anthony Mann. I va rebre innombrables premis i distincions, destacant el Premi Goya d'Honor en 1990 a tota la seva carrera, sent l'únic decorador que ha rebut aquest guardó fins avui.

## Biografia
Va néixer en Campo de Criptana (Ciudad Real, La Manxa) en una família de terratinents viticultors, va heretar el títol de cavaller gentilhome, com a fill únic del matrimoni entre Enrique Alarcón i Josefina Sánchez. Va cursar els estudis de batxillerat al Liceu Francès, on va destacar per les seves habilitats artístiques, especialment per al dibuix i la pintura, que després servirien de base per al desenvolupament de la seva prolífica carrera com a decorador de cinema. Mostra d'això són diverses exposicions de quadres seus relacionats amb les seves pel·lícules més conegudes.
Format en estudis universitaris de matemàtiques en la Universitat Central de Madrid i d'arquitectura a l'Escola Superior de Madrid, institució on va ingressar amb tan sols 16 anys, els seus primers passos professionals li van portar a conèixer al matrimoni format per Florián Rey i Imperio Argentina, per als quals va treballar en la realització del seu xalet i a través dels quals va conèixer a actors com Antonio Vico o Pepe Isbert.
Durant la Guerra Civil Espanyola (1936-1939) va passar etapes en diversos camps de concentració i en hospitals com ferit de guerra.
En 1940 va començar a treballar al cinema en els estudis UFISA (filial de la productora alemanya UFA, Universal Film Aktiengesellschaft) de Barcelona, com a ajudant del decorador d'origen rus Pierre Schildneck.
Després d'una mica menys de dos anys com a ajudant de Shildneck i de l'escenògraf teatral Sigfrido Burmann, va fer la seva primera pel·lícula, com a decorador cap dels estudis CEA en Madrid en 1942, Huella de luz, amb el qual va formar un duo professional notable (van treballar junts en més de 50 títols). Pel seu treball en aquesta pel·lícula va obtenir el Primer Premi Nacional de Cinematografia del Sindicat Nacional de l'Espectacle als millors decorats, guardó que va obtenir en catorze ocasions al llarg de la seva carrera.
En els anys 50 són especialment destacables els seus treballs en tres pel·lícules de Juan Antonio Bardem, com són Muerte de un ciclista (1955), Calle Mayor (1956) i La venganza (1957). Així com amb Berlanga a Los jueves, milagro (1956) i amb Edgar Neville z El baile (1959).
Posteriorment, en els anys 60, va treballar, entre d'altres, en pel·lícules com El cochecito (1960) de Marco Ferreri; Maribel y la extraña familia (1960) de José María Forqué; Llanto por un bandido (1964) de Carlos Saura; o Cervantes (1967) de Vincent Sherman, per la qual va rebre el premi als millors efectes especials en el Festival de Karlovy Vary (Txecoslovàquia). Així mateix va col·laborar amb Nicholas Ray en la seva pel·lícula Rei de reis (1961) i amb Anthony Mann en El Cid (1961), totes dues superproduccions rodades en Espanya sota la producció de Samuel Bronston.
Finalment, dels anys 70 i 80 són molt destacables els seus treballs amb Luis Buñuel, en les pel·lícules Tristana (1970) i Ese oscuro objeto del deseo (1977). I de nou amb Berlanga en la pel·lícula La vaquilla (1984).
Igualment d'aquesta última època són els seus treballs d'escenografia en el Museu de Cera de Barcelona, obert en 1973 i al qual va dedicar grans esforços i il·lusions. Així com col·laboracions amb diversos artistes. Va ser durant 25 anys professor de la Escola Oficial de Cinema.
El 29 de maig de 1992 és nomenat Fill Predilecte de Campo de Criptana, per acord del Ple Municipal.

## La tècnica
Alarcón explicava així la seva vocació: "Vaig estudiar arquitectura, però no tenia paciència per a fer casa rere casa, el cinema m'oferia un camp on aplicar el càlcul, la geometria de l'espai i altres coneixements del món de la fantasia".
I aquest món de la fantasia el va plasmar Enrique Alarcón a través de la seva tècnica i el seu treball com decorador, deixant clar els seus grans coneixements de perspectiva o color; fotografia o pintura. Amb la finalitat de completar escenaris, dotar de major espectacularitat i abaratir costos, va fer ús de maquetes corpòries, tècnica de la qual va ser un gran entusiasta. En alguna ocasió també es va decidir a usar el trucatge del cristall, pintant maquetes en cristall, com a El clavo (1944) encara que només per a pintar uns núvols i així dissimular l'encaix d'una maqueta corpòria amb l'escenari real.
El seu ús d'aquestes maquetes corpòries és especialment ressenyable en pel·lícules com El beso de Judas (1953), pels decorats de la qual va utilitzar diferents maquetes per tal de donar una major espectacularitat als decorats realitzats als estudis CEA; o a Cotolay (1965).
En nombroses pel·lícules va realitzar grans decorats, bé reproduint un poble sencer (com en la pel·lícula La guerra de Dios en 1953) o reconstruint carrers sencers d'un barri (el barri xino de Barcelona, per la pel·lícula La calle sin sol en 1948).
Va ser un decorador de fàcil adaptació als enormes canvis tècnics i temàtics que el cinema espanyol va experimentar des d'inicis del franquisme fins a ben assentada la democràcia. I el seu treball va incloure una alta dosi d'intuïció, alimentada per la seva vasta cultura.

## Principals premis i reconeixements
Medalles del Cercle d'Escriptors Cinematogràfics
| Any  | Categoria        | Pel·lícula                | Resultat  |
| ---- | ---------------- | ------------------------- | --------- |
| 1946 | Millors decorats | La pródiga                | Guanyador |
| 1950 | Millors decorats | La noche del sábado       | Guanyador |
| 1952 | Millors decorats | Sor intrépida             | Guanyador |
| 1954 | Millors decorats | El beso de Judas          | Guanyador |
| 1958 | Millors decorats | La violetera              | Guanyador |
| 1959 | Millors decorats | ¿Dónde vas, Alfonso XII?  | Guanyador |
| 1962 | Millors decorats | El hijo del capitán Blood | Guanyador |
| 1968 | Millors decorats | Cervantes Tuset Street    | Guanyador |

- Premi als millors efectes especials, per la pel·lícula Cervantes, de Vincent Sherman (1967). Festival de Karlovy Vary (Txecoslovàquia).
- Homenatge Festival de Cinema de Alcalá de Henares (1984)
- Premi Goya d'Honor V edició (1990).
- Primer Premi Nacional de Cinematografia als millors decorats, en 14 ocasions.

## Filmografia seleccionada
Va participar en més de 260 pel·lícules, entre les que es troben: 
- El clavo (1944)
- La pródiga (1946)
- La calle sin sol (1948)
- La guerra de Dios (1953)
- El beso de Judas (1953)
- Muerte de un ciclista (1955)
- ¿Dónde vas, Alfonso XII? (1956)
- Calle Mayor (1956)
- Los jueves, milagro (1957)
- La venganza (1958)
- El baile (1959)
- El cochecito (1960)
- Maribel y la extraña familia (1960)
- Rei de reis (1961)
- El Cid (1961)
- Rocío de la Mancha (1963)
- El turista (1963)
- Llanto por un bandido (1964)
- Cotolay (1965)
- Cervantes (1967)
- Tristana (1970)
- Ese oscuro objeto del deseo (1977)
- La vaquilla (1985)